# Luc Bataillie
Luc Bataillie (Kortrijk, 24 juni 1958) is een Vlaams componist.
Bataillie studeerde notenleer, muziekgeschiedenis, harmonie, contrapunt en fuga aan de Hogeschool Gent. Daarnaast haalde hij nog diploma's in viool, altviool en muziekpedagogie. Hij werd professor aan de Hogeschool voor Wetenschap en Kunst  (Lemmensinstituut) te Leuven en was van 1988 tot 1991 directeur van de Gemeentelijke Muziekacademie in Oud-Heverlee. Sinds 1986 geeft hij les in het Deeltijds kunstonderwijs en in de muziekacademies van Tielt en Sint-Pieters-Woluwe. Daarnaast was hij in 1978 medestichter van Het Orchidee Ensemble. Vanaf 1982 werd hij actief als onder andere freelance violist, altviolist, koordirigent en koorzanger. Ook is hij kerkorganist in de parochiekerk van De Pinte.
Hij schreef een vijftigtal werken voor allerlei bezettingen, kamermuziek, liederen en orkest. 
Zijn schijfwijze is vooral eclectisch maar ontwikkelde zich in de loop der jaren tot een duidelijk gepersonaliseerde en herkenbare stijl. Sedert 1989 maakt hij ook deel uit van de componistengroep Woluwse componisten.
Luc Bataillie is lid van de componistenvereniging Componistenarchipel Vlaanderen.